# إليزابيث وولمان
إليزابيث وولمان (تكنى ميشيلز، 15 أغسطس 1888 - 22 ديسمبر 1843) كانت عالمة الأحياء الدقيقة في معهد باستور في باريس. ولدت في مينسك لعائلة يهودية، وتخرجت من جامعة لييج بدرجة في الفيزياء والرياضيات. تزوجت من ابن أحد أصدقاء العائلة، يوغن وولمان، وانتقلت معه إلى باريس، حيث بدأ حياته المهنية في معهد باستور. باعتبارهما روادًا في مجال علم الوراثة الجزيئية، تعاون الزوجان وولمان لمدة عقدين من الزمن في العمل الذي وضع الأساس الحاسم لفهم الفيروسات والسرطان وفيروس نقص المناعة البشرية.
في ديسمبر 1943، رحل الزوجان إلى معسكر اعتقال أوشفيتز، حيث ماتا بعد وقت قصير من وصولهما، ويقال إنهما قُتلا في غرف الغاز. واصل الطالب السابق أندريه لووف عمله بعد الحرب، ما أدى إلى حصوله على جائزة نوبل في عام 1965. وكان ابنهما إيلي وولمان جزءًا من الفريق. كان هو وابنه فرانسيس أندريه وولمان يتمتعان بمهنة بارزة في مجال العلوم. أصبحت إحدى بنات وولمان، نادين مارتي، أستاذة في الفيزياء، والأخرى، أليس، طبيبة. تحيي ذكرى إليزابيث ويوغن وإيلي وولمان لمساهماتهم في علم الأحياء من خلال لوحة في معهد باستور.

## النشأة
ولدت إليزابيث وولمان (تكنى ميشيلز) في مينسك، ثم في الإمبراطورية الروسية. كان زوجها المستقبلي، يوغن وولمان، ابنًا لأصدقاء قدامى للعائلة. كلاهما كانا يهوديان، وانتقلا إلى بلجيكا للدراسة، وحصلت ميشيلز على شهادة في الفيزياء والرياضيات من جامعة لياج.
تزوج الزوجان بعد أن أصبح يوغن طبيبًا في عام 1909. حصل على منحة للدراسة في معهد باستور، وعمل كمساعد لإيليا ميتشنيكوف. رافقته إليزابيث إلى هناك، حيث عملت كمساعدة للفيزيائي وعالم الأحياء والكيميائي جاك دوكلو من عام 1910 إلى عام 1920. خلال تلك الفترة أنجبت ثلاثة أطفال، أليس، إيلي، ونادين. أصبحت أليس طبيبة. كان إيلي وولمان هو الطفل الثاني للزوجين، وُلد عام 1917، وسمي على اسم ميتشنيكوف. أصبح باحثًا في علم الأحياء الدقيقة وعالمًا بارزًا. أصبحت نادين مارتي فيزيائية وأستاذة جامعية، وعملت كمديرة لقسم معهد الفيزياء النووية بجامعة باريس الجنوبية. أصبح ابن إيلي، فرانسيس أندريه وولمان، عالم أحياء أيضًا، ومدير الأبحاث في المركز الوطني الفرنسي للبحث العلمي (CNRS).
خلال الحرب العالمية الأولى، تطوع يوغن كطبيب. خدم في باريس والجبهة الشرقية وفي أفريقيا وحصل على وسام عسكري. وفي عام 1922، حصل على الجنسية الفرنسية تقديرًا لخدمته الحربية.

## التعاون العلمي
في عام 1919، رقي يوغن إلى رئيس مختبر في باستور، وتعاونت إليزابيث معه، على أساس تطوعي، من عام 1923 إلى عام 1943. بين عامي 1929 و1932، عاشت العائلة في تشيلي، عندما عمل يوغن كمدير لمختبر معهد سانيتاس في سانتياغو.
شارك آل وولمان في تأليف معظم المنشورات الرئيسية لعملهم. شاركت إليزابيث أيضًا في تأليف منشور مع يوغن في عام 1915. وفي عام 1933، نشرت ورقة بحثية دون مشاركته في التأليف، وذلك قبل نشر مشترك حول هذا الموضوع في عام 1935، ما يدل على الدور البارز الذي لعبته في عملهما التجريبي المشترك. من عام 1920 إلى عام 1943، أجرى الزوجان تجارب على البكتيريا لدراسة العاثيات والليسوجين، وهي دورة العدوى في البكتيريا. لقد كانوا من بين الأوائل الذين اكتشفوا انتقال العدوى عن طريق العاثيات، وهي ظاهرة أطلقوا عليها في البداية اسم الوراثة. حدد آل وولمان المراحل المعدية وغير المعدية بالتناوب. دراساتهم في مجال العدوى في البكتيريا جعلتهم من الرواد الأوائل في علم الوراثة الجزيئية.